# Paiporta
Paiporta é um município da Espanha na província de Valência, Comunidade Valenciana. Tem 3,9 km² de área e em 2021 tinha 26 401 habitantes (densidade: 6 769,5 hab./km²).

## Demografia
| Variação demográfica do município entre 1991 e 2004 | Variação demográfica do município entre 1991 e 2004 | Variação demográfica do município entre 1991 e 2004 | Variação demográfica do município entre 1991 e 2004 |
| --------------------------------------------------- | --------------------------------------------------- | --------------------------------------------------- | --------------------------------------------------- |
| 1991                                                | 1996                                                | 2001                                                | 2004                                                |
| 15691                                               | 17259                                               | 18860                                               | 20484                                               |